# Maria de la Paz van Bourbon

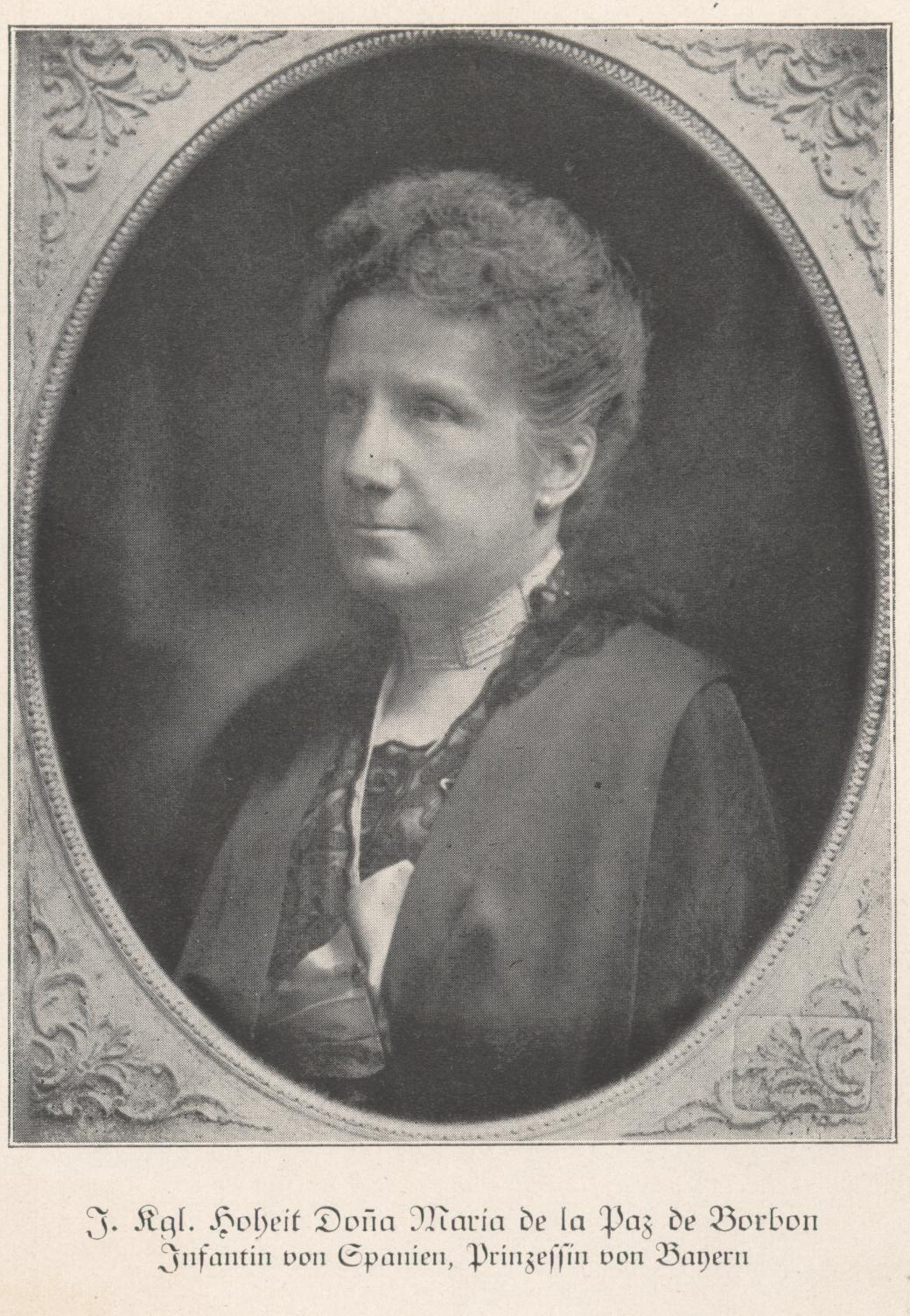
Maria de la Paz van Spanje, 1917

Maria de la Paz van Spanje (Madrid, 23 juni 1862 - Slot Nymphenburg, 4 december 1946), was een infante van Spanje en – door haar huwelijk – een prinses van Beieren. Zij was dochter van de Spaanse koningin Isabella II en Frans van Assisi van Bourbon, hoewel het vaderschap, net als bij alle andere kinderen van de overspelige koningin, wordt betwijfeld.
Maria zou bekend komen te staan als pacifist en weldoenster.

## Levensloop
Als kind moest Maria met haar moeder in ballingschap in Frankrijk, maar de gevolgen van de Frans-Duitse oorlog van 1870-1871 deden hen uitwijken naar Zwitserland.

### Huwelijk
Maria trouwde op 2 april 1883 met haar neef Lodewijk Ferdinand van Beieren, een zoon van Adalbert Willem van Beieren (de jongste zoon van koning Lodewijk I van Beieren) en diens vrouw Amelia van Bourbon.
Het was een goed huwelijk, met gedeelde interesses in muziek, kunst en literatuur. Ook deelden ze hun interesse in de zorg voor de medemens: Lodewijk werd arts en ontving in zijn praktijk elke patiënt, ongeacht diens afkomst, en Maria hield zich intensief bezig met charitatieve doelen, zoals weeshuizen en kindertehuizen.

### Hulp aan Spanjaarden
Maria bood ondersteuning aan Spaanse inwoners van München, ongeacht hun politieke achtergrond. Hierdoor kwamen ook uitgesproken tegenstanders van generaal Franco bij haar over de vloer, zoals communisten en anarchisten.
In 1913 stichtte zij in Beieren de school El Colegio Pedagogium om arme Spaanse kinderen op te leiden volgens Duitse opleidingsmethoden. Zij hoopte dat de kinderen later als docent deze methoden in Spanje zouden introduceren en zo het Spaanse onderwijs verbeteren.

### Eerste Wereldoorlog
Tijdens de Eerste Wereldoorlog werkte ze als verpleegster voor het Rode Kruis. Voor Maria waren haar ervaringen met de verschrikkingen van de oorlog reden om zich actief in te gaan zetten voor vredesinitiatieven.
In 1918 brak in Duitsland een revolutie uit en Maria stelde zich welwillend op, tot verbijstering van haar familie. Voor haar Spaanse school betekende de revolutie overigens een vroegtijdig einde.
Ze had tijdens haar leven enkele ontmoetingen met de paus, waaronder Pius XI in 1922. Ze schreef over die laatste ontmoeting het boekje Roma eterna (2023).

### Nazi-Duitsland
Vanaf 1933 kregen de Nazi's het voor het zeggen in Duitsland en Maria werd nu beperkt in haar bewegingsvrijheid. De vredesgroepen waar ze actief in was, werden door de overheid ontbonden. Alle correspondentie met vrienden en familie werd verboden of gecensureerd. Haar verzoek om als verpleegster aan de slag te mogen gaan werd afgewezen omwille van haar leeftijd. Volgens haar dochter zou Maria vele mensen hebben gered van de concentratiekampen.

### Overlijden
Maria de la Paz stierf in 1946 op het Slot Nymphenburg aan de gevolgen van een val van de trap. Bij de uitvaart in de Michaelskirche in München deed zich een incident voor met zogenaamde Rotspanier: republikeinse strijders uit de Spaanse burgeroorlog die in Dachau gevangen waren gezet en na de nederlaag van Hitler waren bevrijd. Hoewel tegenstanders van het vorstenhuis, tilden zij de kist op hun eigen schouders om haar de laatste eer te bewijzen. Na het leggen van bloemen verdwenen zij weer.
Zij kreeg haar laatste rustplaats in de kerk.

## Huwelijk en kinderen
Maria en haar man kregen de volgende kinderen:
- Ferdinand Maria (10 mei 1884-5 april 1958), huwde met Maria Theresia van Spanje (12 november 1882-23 september 1912)
- Adalbert (6 juni 1886-29 december 1970), huwde met Auguste von Seefried auf Buttenheim (20 juni 1899-21 januari 1978)
- Maria Pilar (13 maart 1891-29 januari 1987)

## Kwartierstaat
| Karel IV van Spanje (1748-1819)        | Karel IV van Spanje (1748-1819)        | Karel IV van Spanje (1748-1819)        | Karel IV van Spanje (1748-1819)        | Karel IV van Spanje (1748-1819)            | Karel IV van Spanje (1748-1819)            | Maria Louisa van Parma (1751-1819)         | Maria Louisa van Parma (1751-1819)         | Maria Louisa van Parma (1751-1819)         | Maria Louisa van Parma (1751-1819)         | Maria Louisa van Parma (1751-1819)       | Maria Louisa van Parma (1751-1819)       |                                          |                                          | Frans I der Beide Siciliën (1777-1830)   | Frans I der Beide Siciliën (1777-1830)   | Frans I der Beide Siciliën (1777-1830)           | Frans I der Beide Siciliën (1777-1830)           | Frans I der Beide Siciliën (1777-1830)           | Frans I der Beide Siciliën (1777-1830)           | Maria Isabella van Bourbon (1789-1848)           | Maria Isabella van Bourbon (1789-1848)           | Maria Isabella van Bourbon (1789-1848) | Maria Isabella van Bourbon (1789-1848) | Maria Isabella van Bourbon (1789-1848)  | Maria Isabella van Bourbon (1789-1848)  |                                         |                                         | Karel IV van Spanje (1748-1819)         | Karel IV van Spanje (1748-1819)         | Karel IV van Spanje (1748-1819) | Karel IV van Spanje (1748-1819) | Karel IV van Spanje (1748-1819)         | Karel IV van Spanje (1748-1819)         | Maria Louisa van Parma (1751-1819)      | Maria Louisa van Parma (1751-1819)      | Maria Louisa van Parma (1751-1819)      | Maria Louisa van Parma (1751-1819)      | Maria Louisa van Parma (1751-1819) | Maria Louisa van Parma (1751-1819) |                                    |                                    | Frans I der Beide Siciliën (1777-1830) | Frans I der Beide Siciliën (1777-1830) | Frans I der Beide Siciliën (1777-1830)          | Frans I der Beide Siciliën (1777-1830)          | Frans I der Beide Siciliën (1777-1830)          | Frans I der Beide Siciliën (1777-1830)          | Maria Isabella van Bourbon (1789-1848)                   | Maria Isabella van Bourbon (1789-1848)                   | Maria Isabella van Bourbon (1789-1848)                   | Maria Isabella van Bourbon (1789-1848)                   | Maria Isabella van Bourbon (1789-1848)                   | Maria Isabella van Bourbon (1789-1848)                   |  |  |  |  |  |  |  |  |  |  |  |  |  |  |  |  |  |  |  |  |  |  |  |  |  |  |  |  |  |  |  |  |  |  |  |  |  |  |  |  |  |  |  |  |  |  |  |  |
| Karel IV van Spanje (1748-1819)        | Karel IV van Spanje (1748-1819)        | Karel IV van Spanje (1748-1819)        | Karel IV van Spanje (1748-1819)        | Karel IV van Spanje (1748-1819)            | Karel IV van Spanje (1748-1819)            | Maria Louisa van Parma (1751-1819)         | Maria Louisa van Parma (1751-1819)         | Maria Louisa van Parma (1751-1819)         | Maria Louisa van Parma (1751-1819)         | Maria Louisa van Parma (1751-1819)       | Maria Louisa van Parma (1751-1819)       |                                          |                                          | Frans I der Beide Siciliën (1777-1830)   | Frans I der Beide Siciliën (1777-1830)   | Frans I der Beide Siciliën (1777-1830)           | Frans I der Beide Siciliën (1777-1830)           | Frans I der Beide Siciliën (1777-1830)           | Frans I der Beide Siciliën (1777-1830)           | Maria Isabella van Bourbon (1789-1848)           | Maria Isabella van Bourbon (1789-1848)           | Maria Isabella van Bourbon (1789-1848) | Maria Isabella van Bourbon (1789-1848) | Maria Isabella van Bourbon (1789-1848)  | Maria Isabella van Bourbon (1789-1848)  |                                         |                                         | Karel IV van Spanje (1748-1819)         | Karel IV van Spanje (1748-1819)         | Karel IV van Spanje (1748-1819) | Karel IV van Spanje (1748-1819) | Karel IV van Spanje (1748-1819)         | Karel IV van Spanje (1748-1819)         | Maria Louisa van Parma (1751-1819)      | Maria Louisa van Parma (1751-1819)      | Maria Louisa van Parma (1751-1819)      | Maria Louisa van Parma (1751-1819)      | Maria Louisa van Parma (1751-1819) | Maria Louisa van Parma (1751-1819) |                                    |                                    | Frans I der Beide Siciliën (1777-1830) | Frans I der Beide Siciliën (1777-1830) | Frans I der Beide Siciliën (1777-1830)          | Frans I der Beide Siciliën (1777-1830)          | Frans I der Beide Siciliën (1777-1830)          | Frans I der Beide Siciliën (1777-1830)          | Maria Isabella van Bourbon (1789-1848)                   | Maria Isabella van Bourbon (1789-1848)                   | Maria Isabella van Bourbon (1789-1848)                   | Maria Isabella van Bourbon (1789-1848)                   | Maria Isabella van Bourbon (1789-1848)                   | Maria Isabella van Bourbon (1789-1848)                   |  |  |  |  |  |  |  |  |  |  |  |  |  |  |  |  |  |  |  |  |  |  |  |  |  |  |  |  |  |  |  |  |  |  |  |  |  |  |  |  |  |  |  |  |  |  |  |  |
|                                        |                                        |                                        |                                        |                                            |                                            |                                            |                                            |                                            |                                            |                                          |                                          |                                          |                                          |                                          |                                          |                                                  |                                                  |                                                  |                                                  |                                                  |                                                  |                                        |                                        |                                         |                                         |                                         |                                         |                                         |                                         |                                 |                                 |                                         |                                         |                                         |                                         |                                         |                                         |                                    |                                    |                                    |                                    |                                        |                                        |                                                 |                                                 |                                                 |                                                 |                                                          |                                                          |                                                          |                                                          |                                                          |                                                          |  |  |  |  |  |  |  |  |  |  |  |  |  |  |  |  |  |  |  |  |  |  |  |  |  |  |  |  |  |  |  |  |  |  |  |  |  |  |  |  |  |  |  |  |  |  |  |  |
|                                        |                                        |                                        |                                        | Francisco de Paula van Bourbon (1794-1865) | Francisco de Paula van Bourbon (1794-1865) | Francisco de Paula van Bourbon (1794-1865) | Francisco de Paula van Bourbon (1794-1865) | Francisco de Paula van Bourbon (1794-1865) | Francisco de Paula van Bourbon (1794-1865) |                                          |                                          |                                          |                                          |                                          |                                          | Louise Charlotte van Bourbon-Sicilië (1804-1844) | Louise Charlotte van Bourbon-Sicilië (1804-1844) | Louise Charlotte van Bourbon-Sicilië (1804-1844) | Louise Charlotte van Bourbon-Sicilië (1804-1844) | Louise Charlotte van Bourbon-Sicilië (1804-1844) | Louise Charlotte van Bourbon-Sicilië (1804-1844) |                                        |                                        |                                         |                                         |                                         |                                         |                                         |                                         |                                 |                                 | Ferdinand VII van Spanje (1784-1833)    | Ferdinand VII van Spanje (1784-1833)    | Ferdinand VII van Spanje (1784-1833)    | Ferdinand VII van Spanje (1784-1833)    | Ferdinand VII van Spanje (1784-1833)    | Ferdinand VII van Spanje (1784-1833)    |                                    |                                    |                                    |                                    |                                        |                                        | Maria Christina van Bourbon-Sicilië (1806-1878) | Maria Christina van Bourbon-Sicilië (1806-1878) | Maria Christina van Bourbon-Sicilië (1806-1878) | Maria Christina van Bourbon-Sicilië (1806-1878) | Maria Christina van Bourbon-Sicilië (1806-1878)          | Maria Christina van Bourbon-Sicilië (1806-1878)          |                                                          |                                                          |                                                          |                                                          |  |  |  |  |  |  |  |  |  |  |  |  |  |  |  |  |  |  |  |  |  |  |  |  |  |  |  |  |  |  |  |  |  |  |  |  |  |  |  |  |  |  |  |  |  |  |  |  |
|                                        |                                        |                                        |                                        | Francisco de Paula van Bourbon (1794-1865) | Francisco de Paula van Bourbon (1794-1865) | Francisco de Paula van Bourbon (1794-1865) | Francisco de Paula van Bourbon (1794-1865) | Francisco de Paula van Bourbon (1794-1865) | Francisco de Paula van Bourbon (1794-1865) |                                          |                                          |                                          |                                          |                                          |                                          | Louise Charlotte van Bourbon-Sicilië (1804-1844) | Louise Charlotte van Bourbon-Sicilië (1804-1844) | Louise Charlotte van Bourbon-Sicilië (1804-1844) | Louise Charlotte van Bourbon-Sicilië (1804-1844) | Louise Charlotte van Bourbon-Sicilië (1804-1844) | Louise Charlotte van Bourbon-Sicilië (1804-1844) |                                        |                                        |                                         |                                         |                                         |                                         |                                         |                                         |                                 |                                 | Ferdinand VII van Spanje (1784-1833)    | Ferdinand VII van Spanje (1784-1833)    | Ferdinand VII van Spanje (1784-1833)    | Ferdinand VII van Spanje (1784-1833)    | Ferdinand VII van Spanje (1784-1833)    | Ferdinand VII van Spanje (1784-1833)    |                                    |                                    |                                    |                                    |                                        |                                        | Maria Christina van Bourbon-Sicilië (1806-1878) | Maria Christina van Bourbon-Sicilië (1806-1878) | Maria Christina van Bourbon-Sicilië (1806-1878) | Maria Christina van Bourbon-Sicilië (1806-1878) | Maria Christina van Bourbon-Sicilië (1806-1878)          | Maria Christina van Bourbon-Sicilië (1806-1878)          |                                                          |                                                          |                                                          |                                                          |  |  |  |  |  |  |  |  |  |  |  |  |  |  |  |  |  |  |  |  |  |  |  |  |  |  |  |  |  |  |  |  |  |  |  |  |  |  |  |  |  |  |  |  |  |  |  |  |
|                                        |                                        |                                        |                                        |                                            |                                            |                                            |                                            |                                            |                                            | Frans van Assisi van Bourbon (1822-1902) | Frans van Assisi van Bourbon (1822-1902) | Frans van Assisi van Bourbon (1822-1902) | Frans van Assisi van Bourbon (1822-1902) | Frans van Assisi van Bourbon (1822-1902) | Frans van Assisi van Bourbon (1822-1902) |                                                  |                                                  |                                                  |                                                  |                                                  |                                                  |                                        |                                        |                                         |                                         |                                         |                                         |                                         |                                         |                                 |                                 |                                         |                                         |                                         |                                         |                                         |                                         | Isabella II van Spanje (1830-1904) | Isabella II van Spanje (1830-1904) | Isabella II van Spanje (1830-1904) | Isabella II van Spanje (1830-1904) | Isabella II van Spanje (1830-1904)     | Isabella II van Spanje (1830-1904)     |                                                 |                                                 |                                                 |                                                 |                                                          |                                                          |                                                          |                                                          |                                                          |                                                          |  |  |  |  |  |  |  |  |  |  |  |  |  |  |  |  |  |  |  |  |  |  |  |  |  |  |  |  |  |  |  |  |  |  |  |  |  |  |  |  |  |  |  |  |  |  |  |  |
|                                        |                                        |                                        |                                        |                                            |                                            |                                            |                                            |                                            |                                            | Frans van Assisi van Bourbon (1822-1902) | Frans van Assisi van Bourbon (1822-1902) | Frans van Assisi van Bourbon (1822-1902) | Frans van Assisi van Bourbon (1822-1902) | Frans van Assisi van Bourbon (1822-1902) | Frans van Assisi van Bourbon (1822-1902) |                                                  |                                                  |                                                  |                                                  |                                                  |                                                  |                                        |                                        |                                         |                                         |                                         |                                         |                                         |                                         |                                 |                                 |                                         |                                         |                                         |                                         |                                         |                                         | Isabella II van Spanje (1830-1904) | Isabella II van Spanje (1830-1904) | Isabella II van Spanje (1830-1904) | Isabella II van Spanje (1830-1904) | Isabella II van Spanje (1830-1904)     | Isabella II van Spanje (1830-1904)     |                                                 |                                                 |                                                 |                                                 |                                                          |                                                          |                                                          |                                                          |                                                          |                                                          |  |  |  |  |  |  |  |  |  |  |  |  |  |  |  |  |  |  |  |  |  |  |  |  |  |  |  |  |  |  |  |  |  |  |  |  |  |  |  |  |  |  |  |  |  |  |  |  |
|                                        |                                        |                                        |                                        |                                            |                                            |                                            |                                            |                                            |                                            |                                          |                                          |                                          |                                          |                                          |                                          |                                                  |                                                  |                                                  |                                                  |                                                  |                                                  |                                        |                                        |                                         |                                         |                                         |                                         |                                         |                                         |                                 |                                 |                                         |                                         |                                         |                                         |                                         |                                         |                                    |                                    |                                    |                                    |                                        |                                        |                                                 |                                                 |                                                 |                                                 |                                                          |                                                          |                                                          |                                                          |                                                          |                                                          |  |  |  |  |  |  |  |  |  |  |  |  |  |  |  |  |  |  |  |  |  |  |  |  |  |  |  |  |  |  |  |  |  |  |  |  |  |  |  |  |  |  |  |  |  |  |  |  |
|                                        |                                        |                                        |                                        |                                            |                                            |                                            |                                            |                                            |                                            |                                          |                                          |                                          |                                          |                                          |                                          |                                                  |                                                  |                                                  |                                                  |                                                  |                                                  |                                        |                                        |                                         |                                         |                                         |                                         |                                         |                                         |                                 |                                 |                                         |                                         |                                         |                                         |                                         |                                         |                                    |                                    |                                    |                                    |                                        |                                        |                                                 |                                                 |                                                 |                                                 |                                                          |                                                          |                                                          |                                                          |                                                          |                                                          |  |  |  |  |  |  |  |  |  |  |  |  |  |  |  |  |  |  |  |  |  |  |  |  |  |  |  |  |  |  |  |  |  |  |  |  |  |  |  |  |  |  |  |  |  |  |  |  |
| Maria Isabella van Bourbon (1851-1931) | Maria Isabella van Bourbon (1851-1931) | Maria Isabella van Bourbon (1851-1931) | Maria Isabella van Bourbon (1851-1931) | Maria Isabella van Bourbon (1851-1931)     | Maria Isabella van Bourbon (1851-1931)     |                                            |                                            | Alfons XII van Spanje (1857-1885)          | Alfons XII van Spanje (1857-1885)          | Alfons XII van Spanje (1857-1885)        | Alfons XII van Spanje (1857-1885)        | Alfons XII van Spanje (1857-1885)        | Alfons XII van Spanje (1857-1885)        |                                          |                                          | María de la Concepción van Bourbon (1859-1861)   | María de la Concepción van Bourbon (1859-1861)   | María de la Concepción van Bourbon (1859-1861)   | María de la Concepción van Bourbon (1859-1861)   | María de la Concepción van Bourbon (1859-1861)   | María de la Concepción van Bourbon (1859-1861)   |                                        |                                        | María del Pilar van Bourbon (1861-1879) | María del Pilar van Bourbon (1861-1879) | María del Pilar van Bourbon (1861-1879) | María del Pilar van Bourbon (1861-1879) | María del Pilar van Bourbon (1861-1879) | María del Pilar van Bourbon (1861-1879) |                                 |                                 | Maria de la Paz van Bourbon (1862-1946) | Maria de la Paz van Bourbon (1862-1946) | Maria de la Paz van Bourbon (1862-1946) | Maria de la Paz van Bourbon (1862-1946) | Maria de la Paz van Bourbon (1862-1946) | Maria de la Paz van Bourbon (1862-1946) |                                    |                                    | Eulalia van Bourbon (1864-1958)    | Eulalia van Bourbon (1864-1958)    | Eulalia van Bourbon (1864-1958)        | Eulalia van Bourbon (1864-1958)        | Eulalia van Bourbon (1864-1958)                 | Eulalia van Bourbon (1864-1958)                 |                                                 |                                                 | ... + 4 jong overleden broers en 1 jong overleden zuster | ... + 4 jong overleden broers en 1 jong overleden zuster | ... + 4 jong overleden broers en 1 jong overleden zuster | ... + 4 jong overleden broers en 1 jong overleden zuster | ... + 4 jong overleden broers en 1 jong overleden zuster | ... + 4 jong overleden broers en 1 jong overleden zuster |  |  |  |  |  |  |  |  |  |  |  |  |  |  |  |  |  |  |  |  |  |  |  |  |  |  |  |  |  |  |  |  |  |  |  |  |  |  |  |  |  |  |  |  |  |  |  |  |